# Carrefour Saint-Benoît
Cet article court présente un sujet plus développé dans : Rue de l'Égout et Rue Saint-Benoît (Paris).
Le carrefour Saint-Benoît est une ancienne voie du 6e arrondissement de Paris, dans le quartier Saint-Germain-des-Prés. Il disparait à la fin des années 1860 lors du prolongement de la rue de Rennes.

## Situation
Il était situé à la jonction de la rue de l'Égout, de la rue Sainte-Marguerite (rue Gozlin après 1864), de la rue Saint-Benoît et de la rue Taranne.

## Histoire
Au XVIe siècle, il est nommé « carrefour aux Vaches » car les vaches du bourg Saint-Germain y passaient lorsqu’on les menait aux pâturages des îles.
Le carrefour Saint-Benoît n’a toutefois jamais eu de véritable existence officielle ; il ne dispose ni de numérotation propre ni de plaques de rue. Son côté ouest (pairs) dépend de la rue de l’Égout et celui opposé, de la rue Saint-Benoît.
Le prolongement de la rue de Rennes au nord de la rue de Vaugirard est déclaré d'utilité publique le 28 juillet 1866 ; le carrefour est alors officiellement supprimé.